# Línea 101 (Corrientes)
Línea 101 es una línea de transporte urbano de pasajeros de la ciudad de Corrientes, Argentina. 

## Recorridos

### 101

#### Ramal B
- IDA: Av. Raúl Alfonsín - Juan Pablo II - Ruta N.º 5 - César Álvarez - Lucía Soto - Rómulo Artieda - Gabino Casco - Esteban De Quirini - Lucía Soto - Ruta 12 - Av. Centenario - Av. Narciso Laprida - Juan Ramón Giménez - Sánchez De Bustamante - Gregorio De Laferrere - Av. Narciso Laprida - Av. Raúl Alfonsín - Av. Chacabuco - Gobernador Dr. José Gómez - San Martín - La Rioja - Puerto.
- VUELTA: Av. Costanera - Tucumán - 9 De Julio - Santa Fe - Hipólito Irigoyen - Av. Ayacucho - Av. Raúl Alfonsín - Av. Narciso Laprida - Juan Ramón Giménez - Sánchez De Bustamante - Gregorio De Laferrere - Av. Narciso Laprida - Av. Centenario - Av. Raúl Alfonsín.

#### Ramal C
- IDA: Riachuelo - Ruta N.º 12 - Av. Raúl Alfonsín - Av. Narciso Laprida - Juan Ramón Giménez - Sánchez De Bustamante - Gregorío De Laferrere - Av. Narciso Laprida - Av. Raúl Alfonsín - Av. Chacabuco - Gobernador Dr. José Gómez - San Martín - La Rioja - Puerto.
- VUELTA: Puerto - Salta - 9 de Julio - Santa Fe - Hipólito Irigoyen - Av. Ayacucho - Av. Raúl Alfonsín - Av. Narciso Laprida - Juan Ramón Giménez - Sánchez De Bustamante - Gregorio De Laferrere - Av. Narciso Laprida - Av. Centenario - Av. Raúl Alfonsín - Santa Librada - Miguel Sussini - Santa Ana - César Álvarez - Lucía Soto - Ruta 12